# Wanda Media
Wanda Media（ワンダ・メディア、中国語簡体字：万达影视传媒有限公司（繁体字表記：万達影視傳媒有限公司））またはワンダ・ピクチャーズ（英語：Wanda Pictures）は、中華人民共和国のコングロマリット、大連万達グループの子会社である映画製作・配給会社。国内映画はもとより、アメリカの映画作品にも製作会社として携わっており、そちらではワンダ・ピクチャーズの名前でクレジットされている。

## 概要
大連万達グループ（以下、万達）の映画事業を担っており、映画の新規コンテンツの開発、投資、製作、宣伝、マーケティング、ライセンシングなどの事業を行っている。民間の映画製作会社としては国内最大手であり、2014年までは国内で第2位、配給会社としては第5位の市場シェアを持っていた。2018年6月には万達傘下の映画館チェーン運営会社・万達電影が116億元（約17億8000万ドル）で同社の買収を計画していることが報じられた。2019年の3月にはアメリカ・バラエティ誌も中国のビジネスニュースサイトの記事を引用し、万達電影はWanda Mediaが2018年から2021年までの4年間で合計40億元（約6億ドル）の利益を生むと考えている一方、中国証券監督管理委員会は万達電影が同社の買収後も安定した成長を維持できるかについて懐疑的な見方をしていることを報じている。

## 主な作品
※日本語題のある作品のみを記す。

### 国内向け
| 公開年 | 日本語題 原題                                      | 参照  |
| ------ | -------------------------------------------------- | ----- |
| 2013年 | ポリス・ストーリー/レジェンド 警察故事2013         | [ 7 ] |
| 2014年 | タイガー・マウンテン 雪原の死闘 智取威虎山         | [ 7 ] |
| 2014年 | 弾丸と共に去りぬ -暗黒街の逃亡者- 一歩之遥         | [ 7 ] |
| 2015年 | ヘリオス 赤い諜報戦 赤道                           | [ 7 ] |
| 2015年 | ロスト・レジェンド 失われた棺の謎 尋龍訣           | [ 7 ] |
| 2015年 | 魔界戦記 雪の精と闇のクリスタル 鐘馗伏魔：雪妖魔霊 | [ 7 ] |
| 2017年 | ナミヤ雑貨店の奇蹟 -再生- 解憂雑貨店               | [ 7 ] |
| 2017年 | 悟空伝 悟空传                                      | [ 7 ] |
| 2017年 | 戦狼 ウルフ・オブ・ウォー 戦狼2                    | [ 7 ] |
| 2017年 | 西遊記2 妖怪の逆襲 西遊伏妖篇                      | [ 7 ] |
| 2017年 | ポリス・ストーリー/REBORN 机器之血                 | [ 8 ] |
| 2019年 | ペガサス/飛馳人生 飛馳人生                         | [ 9 ] |

### 共同製作
| 公開年 | 日本語題 原題                                                  | 共同製作会社 | 参照   |
| ------ | -------------------------------------------------------------- | --- | ------ |
| 2013年 | ファイティング・タイガー Man of Tai Chi                        | ユニバーサル映画、Village Roadshow Pictues Asia、中国映画グループ、Company Films | [ 10 ] |
| 2015年 | サウスポー Southpaw                                            | Fuqua Films、Riche Productions、Escape Artists | [ 11 ] |
| 2016年 | パッセンジャー Passengers                                      | コロンビア ピクチャーズ、L Star Capital、ヴィレッジ・ロードショー・ピクチャーズ、オリジナル・フィルム Start Motion Pictures、Company Films                                                         | [ 12 ] |
| 2017年 | ワンダーウーマン Wonder Woman                                  | ワーナー・ブラザース、ラットパック=デューン・エンターテインメント、DCエンターテインメント テンセント・ピクチャーズ、アトラス・エンターテインメント、クルエル・アンド・アンユージュアル・フィルムズ | [ 13 ] |
| 2017年 | スマーフ スマーフェットと秘密の大冒険 Smurfs: The Lost Village | コロンビア映画、ソニー・ピクチャーズ アニメーション、L Star Capital、Kerner Entertainment Company                                                                                                  | [ 14 ] |
| 2017年 | ザ・フォーリナー/復讐者 The Foreigner                          | STX Entertainment、Sparlke Roll Media、華誼兄弟、Prosperity Pictures Arthur Sarkissan Productions、The Entertainer Production Company、The Fyzz Facility                                           | [ 15 ] |